# Distretto di Neihu
Il distretto di Neihu (cinese tradizionale: 內湖區; mandarino pinyin: Nèihú Qū) è un distretto di Taipei. Ha una superficie di 31,58 km² e una popolazione di 280.954 abitanti al 2013.